# Opatrunek indywidualny
Opatrunki indywidualne początkowo były wyprodukowane na potrzeby wojska, aby umożliwić szybkie opatrywanie rannych żołnierzy na polu walki.
Opatrunki indywidualne są to wyroby wysoko chłonne składające się z tamponów połączonych z bandażem mocującym. Przeznaczone są do opatrywania ran i urazów, szczególnie ran postrzałowych. Opatrunki zawierające dwa tampony, w tym jeden przesuwny, pozwalają zabezpieczyć ranę spowodowaną wlotem, jak i wylotem pocisku. Tampony chłonne wykonane są z warstwy chłonnej oraz warstwy zewnętrznej w postaci gazy bawełnianej, bielonej lub włókniny medycznej.
W Polsce produkowane są przez Toruńskie Zakłady Materiałów Opatrunkowych SA (TZMO SA).
Produkowane są w trzech wersjach:
- typu W (tzw. duży wojskowy) – jałowy opatrunek w foliowym, wodoodpornym opakowaniu koloru khaki. Produkowany jest głównie dla wojska i służb OC. Opatrunek składa się z dwóch tamponów: stałego i przesuwnego wykonanych z włókniny oraz wkładu chłonnego. Dodatkowo zewnętrzną stronę tamponu przesuwnego stanowi laminat koloru zielonego, który jest barierowy dla płynów. Do tamponów przyszyty jest elastyczny bandaż mocujący także w kolorze zielonym. Jeden z tamponów zamocowany jest do bandaża w sposób trwały, drugi natomiast (barierowy) posiada możliwość przesuwu wzdłuż bandaża, co pozwala na opatrywanie ran postrzałowych „na wylot”, a dodany arkusz folii w rozmiarze 30 × 30 cm umożliwia uszczelnianie ran postrzałowych klatki piersiowej. Opatrunek jest zwinięty i zabezpieczony zapinką.Opatrunek W duży – opakowanie (TZMO SA)

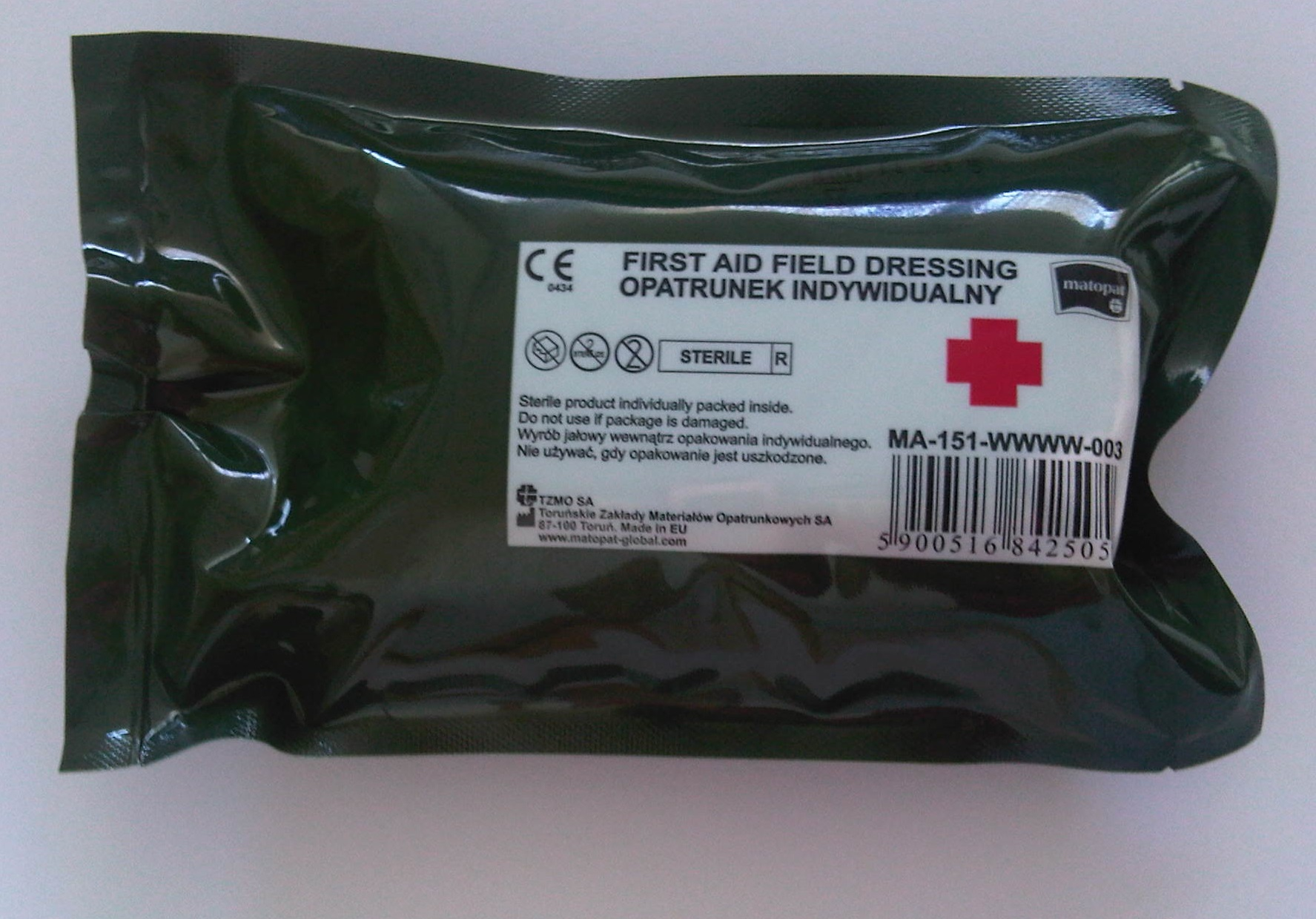
Opatrunek W duży – opakowanie (TZMO SA)

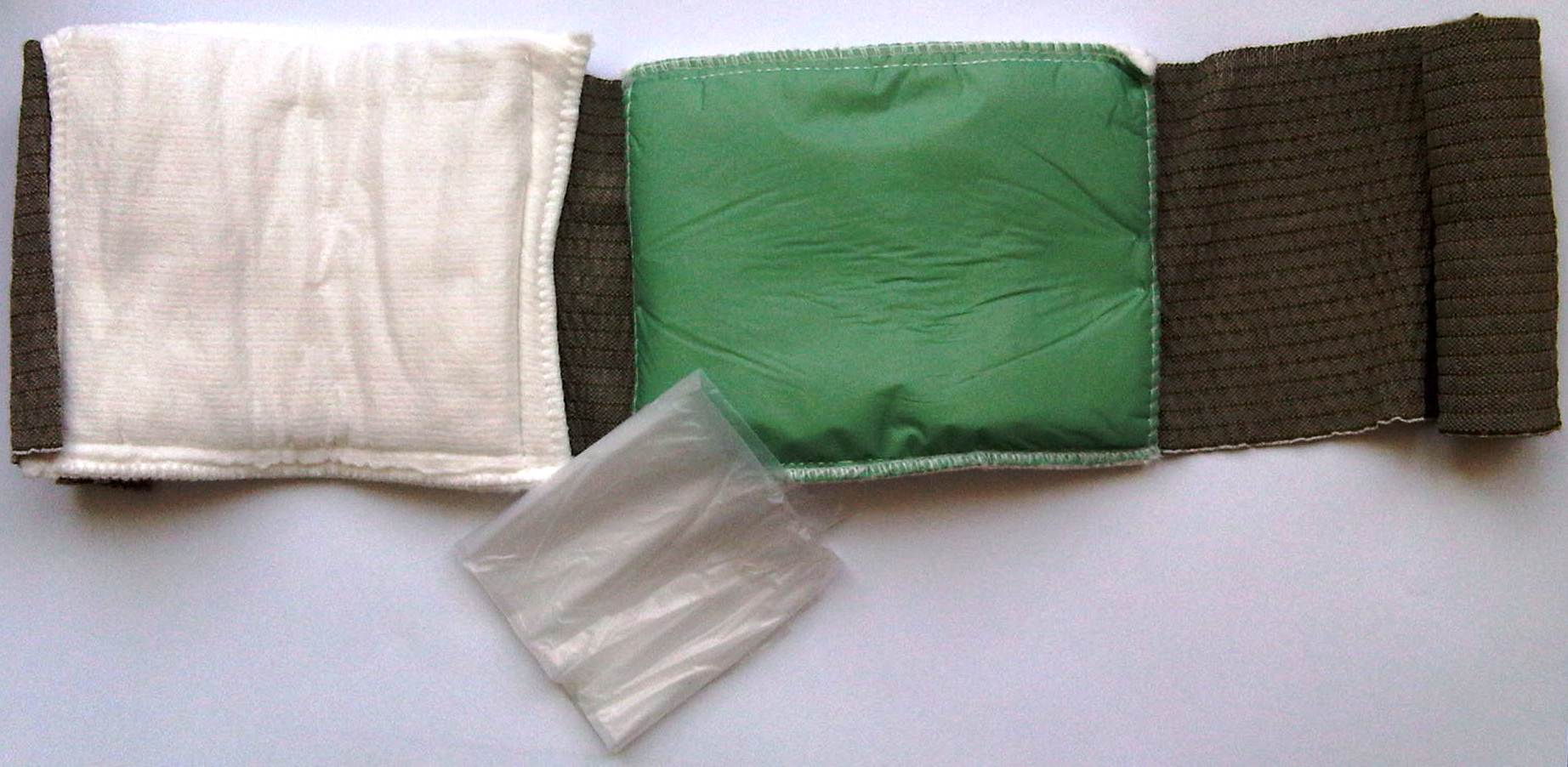
Opatrunek W duży (TZMO SA)

- typu W (tzw. mały) – jałowy opatrunek w foliowym, wodoodpornym opakowaniu koloru khaki. Opatrunek składa się z dwóch tamponów: stałego i przesuwnego wykonanych z gazy oraz wkładu chłonnego. Do tamponów przyszyty jest nieelastyczny bandaż. Jeden z tamponów zamocowany jest do bandaża w sposób trwały, drugi natomiast posiada możliwość przesuwu wzdłuż bandaża. Pozwala to na opatrywanie ran np. postrzałowych „na wylot”. Opatrunek jest zwinięty i zabezpieczony zapinką.

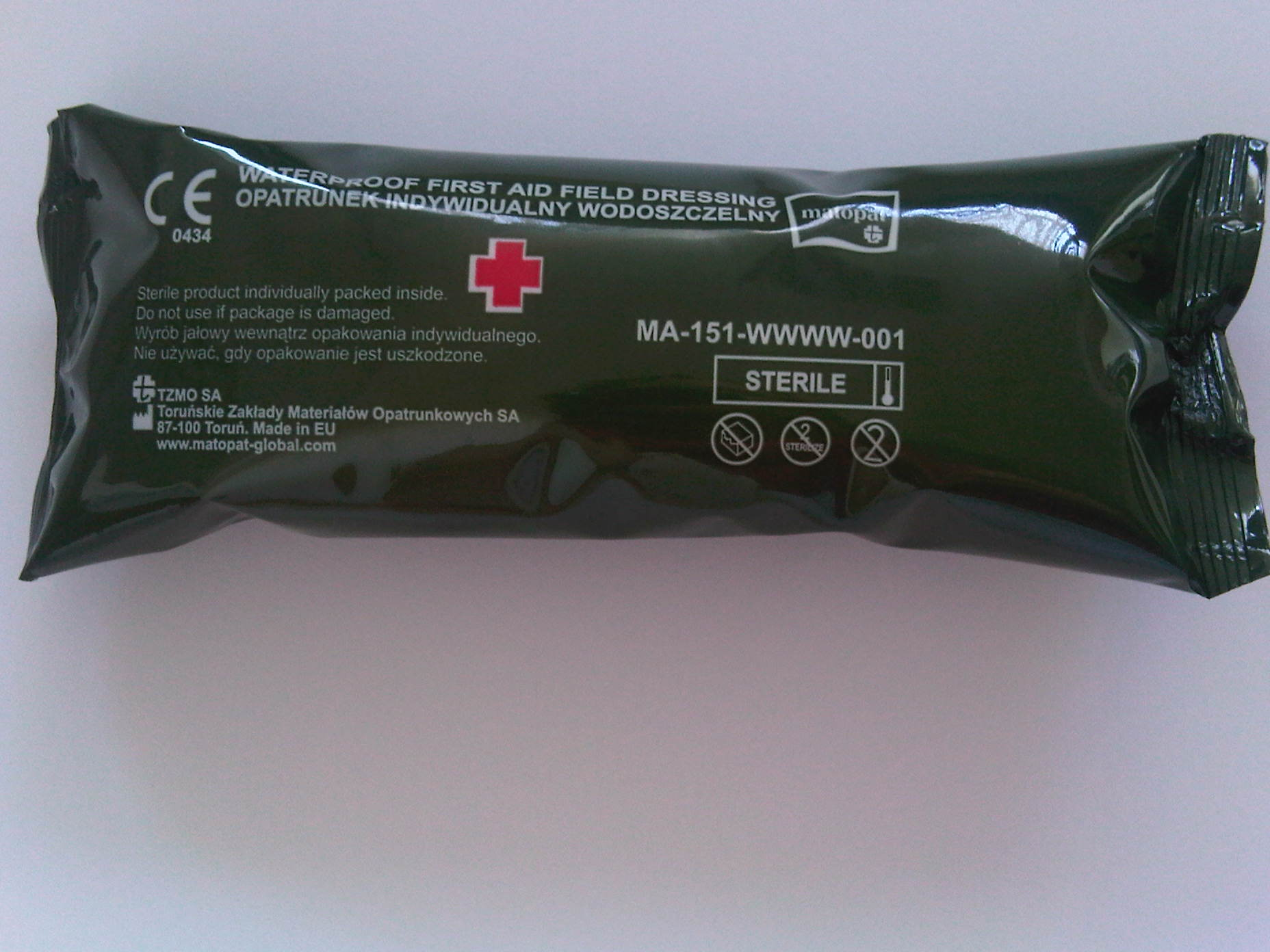
Opatrunek W mały – opakowanie (TZMO SA)

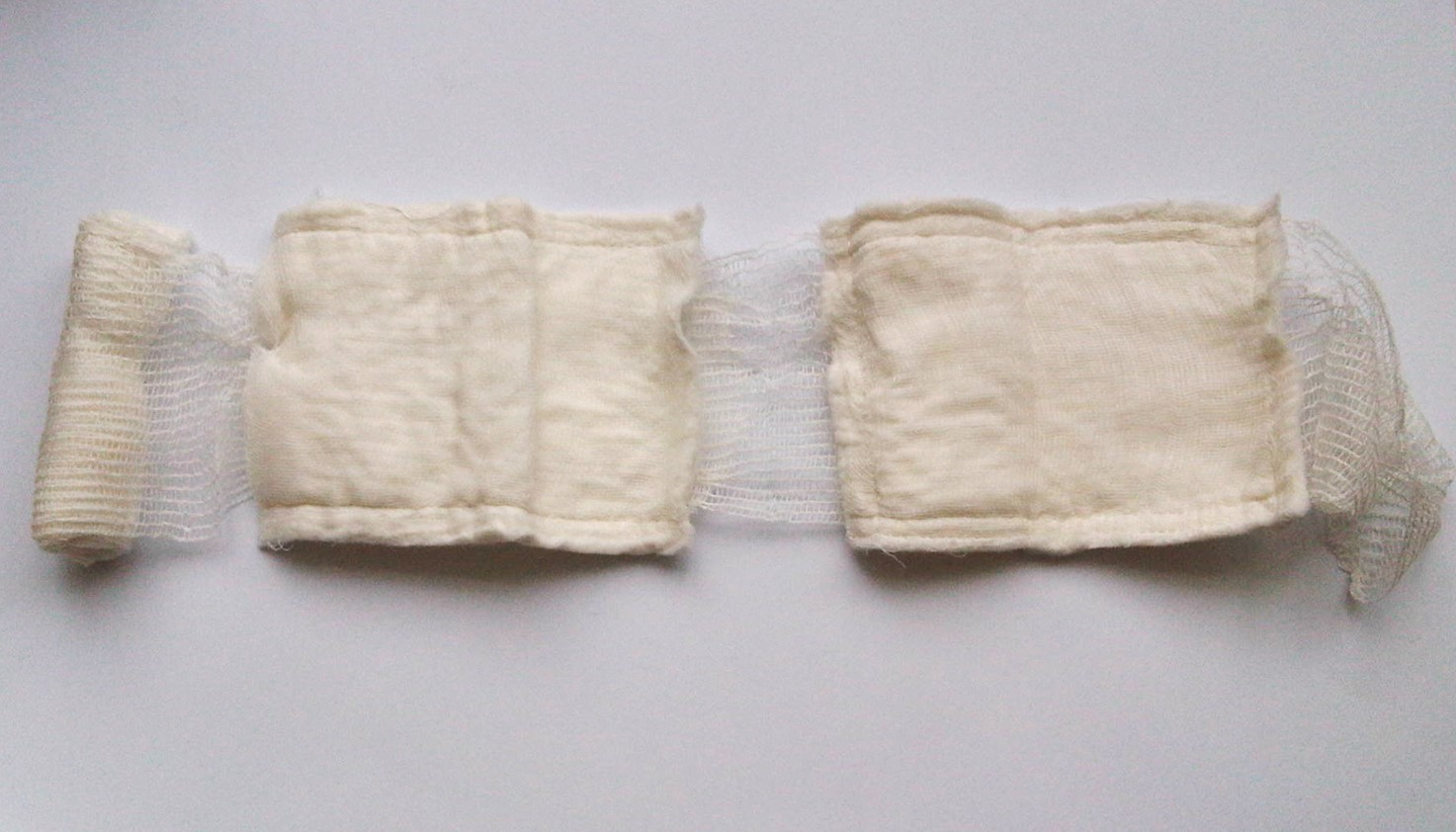
Opatrunek W mały (TZMO SA)

- typu A – jałowy opatrunek w opakowaniu typu flow-pack (papier powlekany od środka PE) koloru białego. Jest popularny na rynku konsumenckim. Opatrunek składa się z dwóch tamponów: stałego i przesuwnego wykonanych z gazy oraz wkładu chłonnego. Do tamponów przyszyty jest nieelastyczny bandaż. Jeden z tamponów zamocowany jest do bandaża w sposób trwały, drugi natomiast posiada możliwość przesuwu wzdłuż bandaża. Opatrunek jest zwinięty i zabezpieczony zapinką.Opatrunek indywidualny A – opakowanie (TZMO SA)

Aplikacja opatrunków:

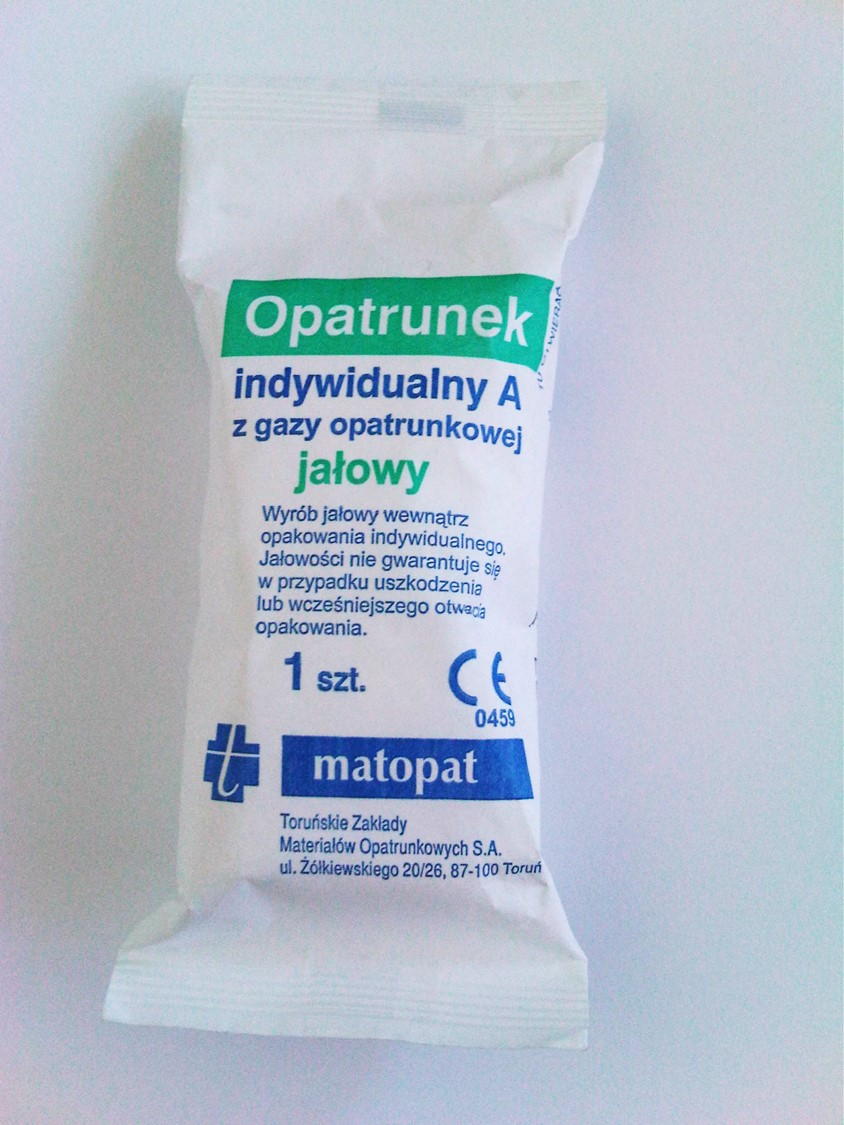
Opatrunek indywidualny A – opakowanie (TZMO SA)

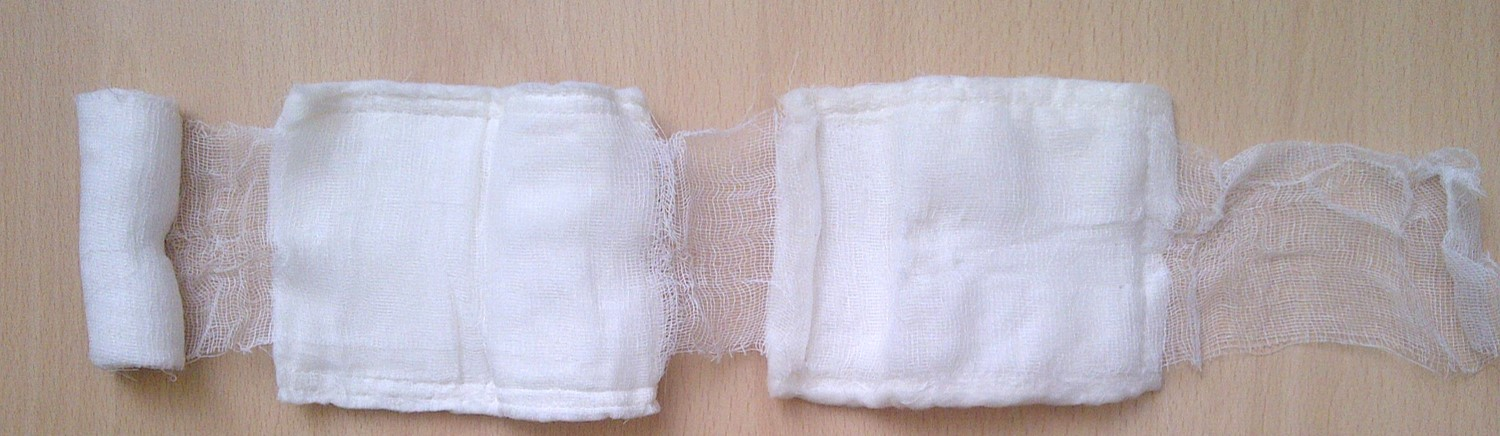
Opatrunek indywidualny A (TZMO SA)

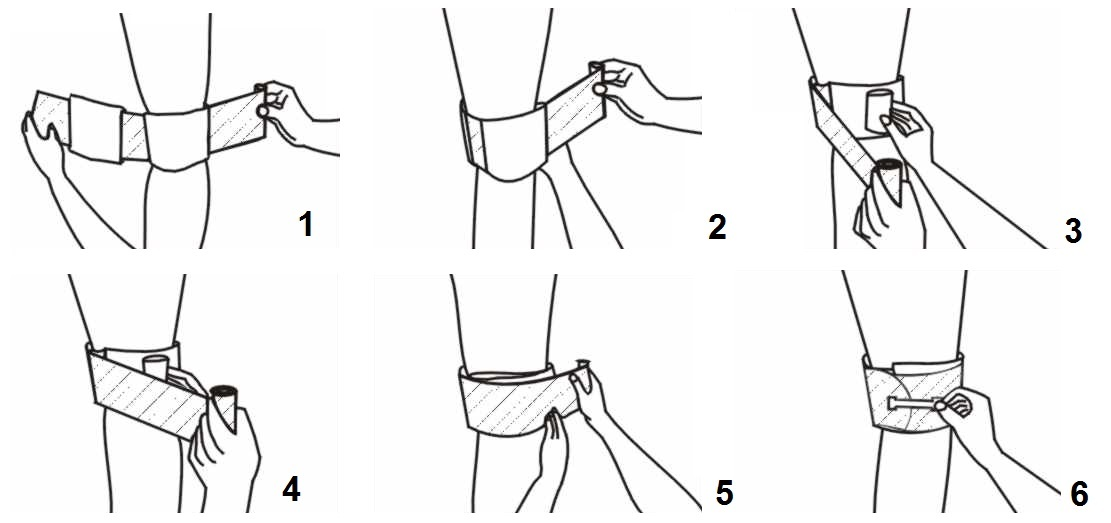
Opatrunek indywidualny typu W duży – instrukcja zakładania

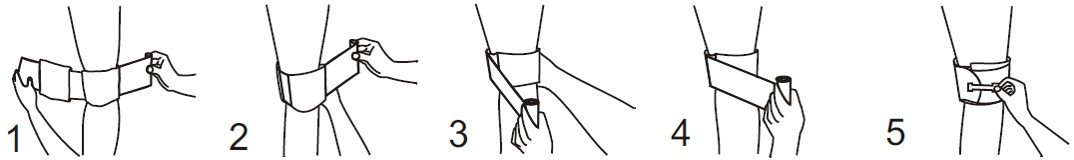
Opatrunek indywidualny typu W mały i A – instrukcja zakładania

W mundurze polowym żołnierza polskiego (wersja letnia) przewidziano specjalną kieszeń do przenoszenia opatrunku indywidualnego (jedna z kieszeni wew. bluzy). Podobnie ma się sprawa w US Army. Specjalne kieszenie przeznaczone na opatrunki osobiste występują w spodniach umundurowania ACU. Na opatrunki osobiste produkowane są specjalne kieszenie w systemie MOLLE (przyłączane do taśm PALS), a dawniej w systemie ALICE.
Opatrunki indywidualne są szeroko stosowane w cywilnych: turystycznych i samochodowych apteczkach pierwszej pomocy, gdyż zajmują niewiele miejsca.